# 니콜라 메스나제르

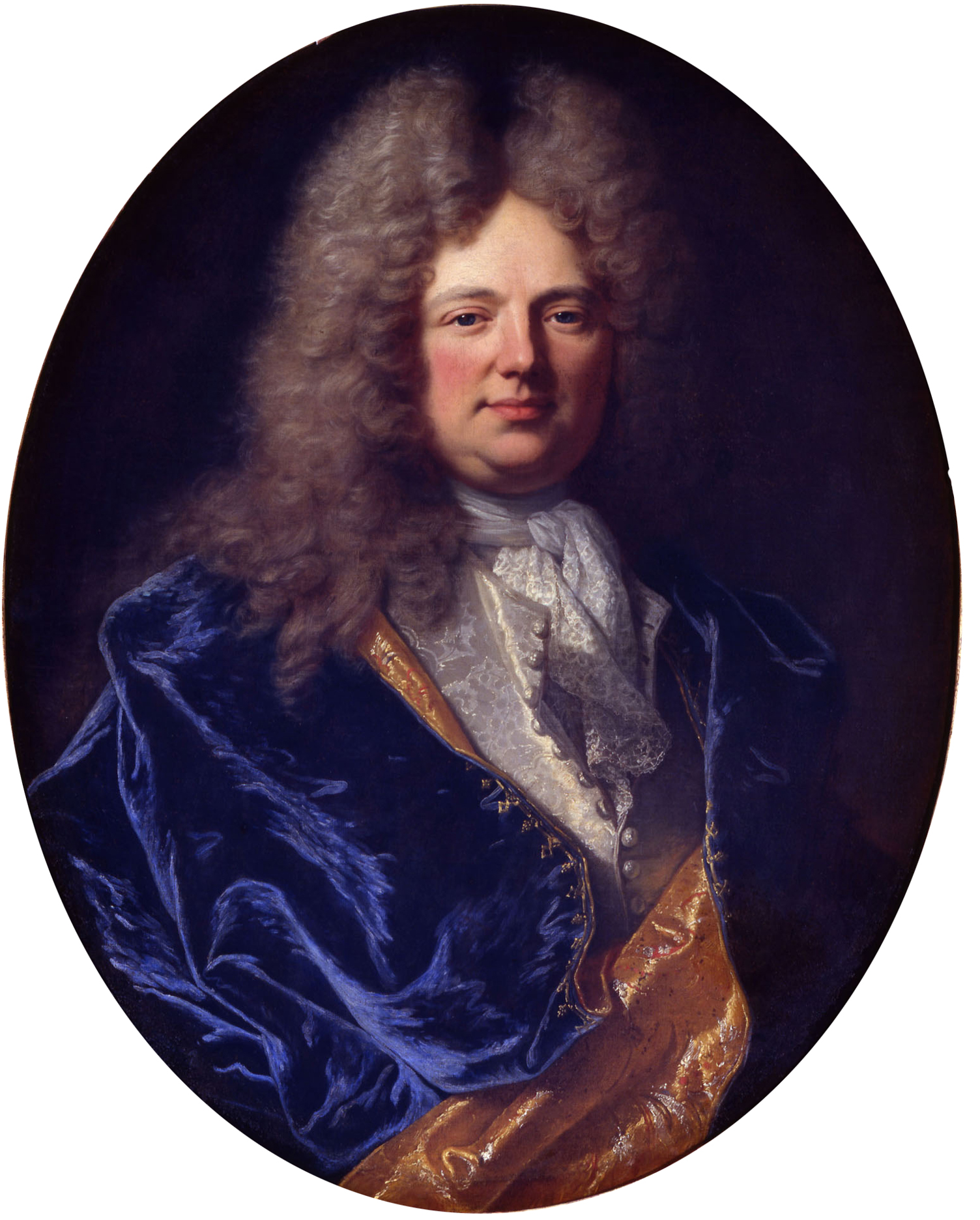

니콜라 메스나제르(프랑스어: Nicolas Mesnager, 1658년 ~ 1714년)는 프랑스의 외교관이다. 르 메스나제르(프랑스어: Le Mesnager)이라고도 한다.

## 생애
메스나제르는 부유한 상인 집안에서 태어났다. 그러나 그는 법을 공부하기 위해서 상업에 종사하는 길을 포기하였고, 루앙의 의회의 변호사가 되었다. 1700년 그는 루앙 대표로 파리에서 열린, 교역의 확대를 위하 설립된 상업 평의회에 파견되었다. 여기에서 주목받은 그는 1704년과 1705년 스페인에 재정 관련 협상을 위해서 세 번 파견되었다. 1711년 8월 메스나제르는 런던에 밀사로 파견되어 잉글랜드를 반 프랑스 동맹에서 탈퇴하도록 주선하였으며, 위트레흐트 조약의 근간이 된 8개 조항을 받아들이도록 하였다. 이로 인하여 메스나제르는 1712년 1월 위트레흐트 조약을 체결한 3명의 프랑스 전권 대사 중 한 명이 되었으며, 이듬해 조약을 체결하는 데 성공하였다. 그 후 메스나제르는 대사로서의 지위를 누리게 되었으며 프랑스 왕으로부터 저택을 하사받기도 하였다.

## 같이 보기
- 위트레흐트 조약

 본 문서에는 현재 퍼블릭 도메인에 속한 브리태니커 백과사전 제11판의 내용을 기초로 작성된 내용이 포함되어 있습니다.